# Huddle (filme)
Huddle (bra: Juventude Triunfante) é um filme americano pré-Code de 1932 dirigido por Sam Wood e estrelado por Ramon Novarro, Madge Evans, Ralph Graves e Una Merkel. Este foi o primeiro de dois filmes que Ramon Novarro faria em 1932, e seu primeiro depois de aparecer no aclamado e bem-sucedido Mata Hari.

## Enredo
Tony Ametto, um jovem metalúrgico de pais imigrantes, consegue uma bolsa de estudos para Yale, onde se torna uma estrela do futebol e encontra um romance com uma jovem herdeira.

## Elenco
- Ramón Novarro como Tony
- Madge Evans como Rosalie
- Una Merkel como Thelma
- Ralph Graves como Malcolm
- John Arledge como Pidge
- Frank Albertson como Larry
- Kane Richmond como Tom Stone
- Martha Sleeper como Barbara
- Henry Armetta como Mijnheer Amatto
- Ferike Boros como Mevrouw Amatto
- Rockliffe Fellowes como Mijnheer Stone
- Joe Sawyer como Slater